# NGC 3757
NGC 3757 est une petite galaxie lenticulaire située dans la constellation de la Grande Ourse. NGC 3757 a été découverte par l'astronome germano-britannique William Herschel en 1790.

## Caractéristiques
Sa vitesse par rapport au fond diffus cosmologique est de 1 398 ± 12 km/s, ce qui correspond à une distance de Hubble de 20,6 ± 1,5 Mpc (∼67,2 millions d'al).

## Groupe de NGC 3795
La galaxie NGC 3757 fait partie d'un groupe de galaxies qui compte au moins 8 galaxies, le groupe de NGC 3795. Les sept autres galaxies du groupe sont NGC 3795, NGC 3838, UGC 6566, UGC 6575, UGC 6604 (NGC 3795B), UGC 6616 (NGC 3795A) et MK 1450.
Abraham Mahtessian mentionne aussi ce groupe dans un article publié en 1998, mais il n'y figure que cinq galaxies et les galaxies UGC 6575, UGC 6604 ainsi que UGC 6616 y sont désignées par une notation abrégée du Catalogue of Galaxies and of Clusters of Galaxies. Les galaxies NGC 3838, UGC 6566 et MK 1450 n'apparaissent pas dans la liste de Mahtessian.